# Campeonato Chileno de Futebol de 2003 - Segunda Divisão
O Campeonato Chileno de Futebol de Segunda Divisão de 2003 (oficialmente Campeonato Nacional «Banco del Estado» de Primera B de la Asociación Nacional de Fútbol Profesional de Chile 2003) foi a 53ª edição do campeonato do futebol do Chile, segunda divisão, no formato "Primera B". Os 16 clubes, na primeira fase, jogam em dois grupos dividos geograficamente.Na segunda fase os clubes jogam em turno e returno em dois grupos (A e B), onde os quatro melhores vão para o A e os quatro piores para o B. A terceira fase os grupos A e B jogam novamente em turno e returno. O campeão e vice são promovidos para o Campeonato Chileno de Futebol de 2004. Não houve rebaixados para o Campeonato Chileno de Futebol de 2004 - Terceira Divisão.

## Participantes
| Equipe                                        | Cidade        | Região                           | No ano anterior                                                      | Estádio                                    | Capacidade | Títulos              | Participações |
| --------------------------------------------- | ------------- | -------------------------------- | -------------------------------------------------------------------- | ------------------------------------------ | ---------- | -------------------- | ------------- |
| Club Deportivo Arica                          | Arica         | Região de Tarapacá               | Sexto Lugar (Descenso)                                               | Estádio Carlos Dittborn                    | 10.000     | 1 (1981)             | 23            |
| Club Deportivo Arturo Fernández Vial          | Concepción    | Região de Bío-Bío                | Segundo Lugar (Descenso)                                             | Estádio Municipal de Concepción            | 35.000     | 1 (1982)             | 13            |
| Club de Deportes Ovalle                       | Ovalle        | Região de Coquimbo               | Sétimo Lugar (Descenso)                                              | Estádio Municipal de Ovalle                | 8.000      | 0 (não possui)       | 37            |
| Club de Deportes Melipilla                    | Melipilla     | Região Metropolitana de Santiago | Terceiro Lugar (Ascenso)                                             | Estádio Municipal Roberto Bravo Santibáñez | 5.500      | 0 (não possui)       | 11            |
| Club Deportivo Magallanes                     | Maipú         | Região Metropolitana de Santiago | Primeiro Lugar (Descenso)                                            | Estádio Independência                      | 13.500     | 0 (não possui)       | 21            |
| Club de Deportes Antofagasta                  | Antofagasta   | Região de Antofagasta            | Sétimo Lugar(Ascenso)                                                | Estádio Regional de Antofagasta            | 26.339     | 1 (1968)             | 20            |
| Club de Deportes La Serena                    | La Serena     | Região de Coquimbo               | Terceiro Lugar (Descenso)                                            | Estádio La Portada                         | 18.500     | 3 (1957, 1987, 1996) | 18            |
| Naval Deportes de Talcahuano                  | Talcahuano    | Região de Bío-Bío                | Oitavo Lugar (Ascenso)                                               | Estádio El Morro                           | 7.152      | 0 (não possui)       | 4             |
| Club Deportivo Provincial Osorno              | Osorno        | Região de Los Lagos              | Quarto Lugar (Descenso)                                              | Estádio Municipal Rubén Marcos Peralta     | 12.000     | 2 (1990, 1992)       | 13            |
| Corporación Deportiva Everton de Viña del Mar | Viña del Mar  | Região de Valparaíso             | Quarto Lugar (Ascenso)                                               | Estádio Sausalito                          | 25.000     | 0 (não possui)       | 11            |
| Club de Deportes Unión La Calera              | La Calera     | Região de Valparaíso             | Sexto Lugar (Ascenso)                                                | Estádio Municipal Nicolás Chahuán Nazar    | 10.000     | 2 (1961, 1984)       | 27            |
| O'Higgins Fútbol Club                         | Rancagua      | Região de O'Higgins              | Quinto Lugar (Ascenso)                                               | Estádio El Teniente                        | 14.550     | 1 (1964)             | 8             |
| Club de Deportes Lota Schwager                | Coronel       | Região de Bío-Bío                | Quinto Lugar (Descenso)                                              | Estádio Municipal Federico Schwager        | 18.500     | 2 (1969, 1986)       | 20            |
| Club de Deportes Copiapó                      | Copiapó       | Região de Atacama                | Acesso pelo Campeonato Chileno de Futebol de 2002 - Terceira Divisão | Estádio Luis Valenzuela Hermosilla         | 8.000      | 0 (não possui)       | 1             |
| Club Social y de Deportes Concepción          | Concepción    | Região de Bío-Bío                | Rebaixado do Campeonato Chileno de Futebol de 2002                   | Estádio Municipal de Concepción            | 35.000     | 2 (1967, 1994)       | 6             |
| Corporación Club de Deportes Santiago Morning | Independencia | Metropolitana de Santiago        | Rebaixado do Campeonato Chileno de Futebol de 2002                   | Santa Laura                                | 22.375     | 2 (1959, 1974)       | 13            |

## Campeão
| Campeão Chileno Segunda Divisão 2003                                             |
| -------------------------------------------------------------------------------- |
| Corporación Deportiva Everton de Viña del Mar (Viña del Mar) (1º título) Campeão |